# Мари Бар
Мари Бар (енгл. Murray Llewellyn Barr; Белмонт, 20. јун 1908 — Лондон, Онтарио, 4. мај 1995) је био канадски физиолог и цитогенетичар који је заједно са Бертрамом 1949. године открио ћелијску структуру која је по њему добила име Барово тело.